# 帕里涅莱韦克
帕里涅莱韦克（法語：Parigné-l'Évêque，法語發音：[paʁiɲe levɛk]）是法国萨尔特省的一个市镇，属于勒芒区。

## 地理
帕里涅莱韦克（47°56'11"N, 0°21'52"E）面积63.4 平方千米，位于法国卢瓦尔河地区大区萨尔特省，该省份为法国西北部内陆省份，北起顺时针与奥恩省、厄尔-卢瓦省、卢瓦-谢尔省、安德尔-卢瓦尔省、曼恩-卢瓦尔省和马耶讷省接壤，是法国大西部的入口，连接卢瓦尔河谷、布列塔尼和巴黎盆地。
与帕里涅莱韦克接壤的市镇（或旧市镇、城区）包括：圣马尔拉布里耶尔、梅里兹河畔阿尔德奈、布雷特莱潘、沙勒、尚热、大吕塞、吕欧丹、圣马尔杜蒂耶。

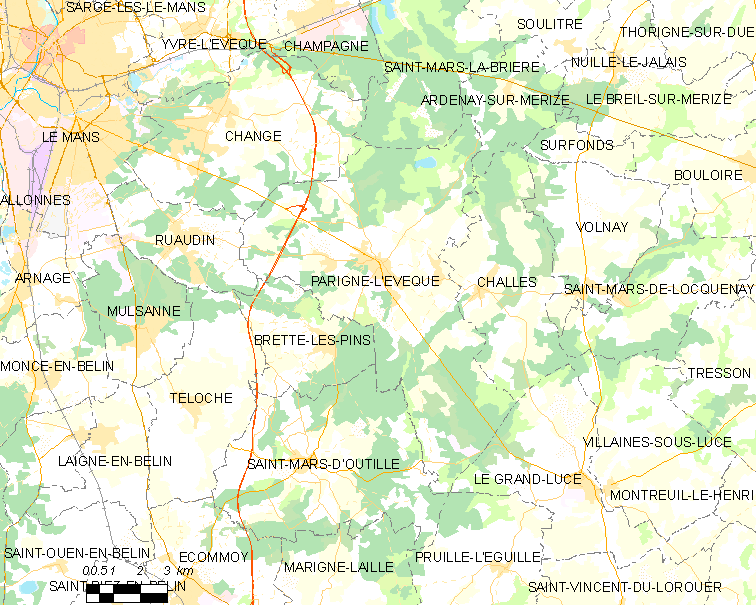
帕里涅莱韦克的OSM定位图

帕里涅莱韦克的时区为UTC+01:00、UTC+02:00（夏令时）。

## 行政
帕里涅莱韦克的邮政编码为72250，INSEE市镇编码为72231。

## 政治
帕里涅莱韦克所属的省级选区为尚热县。

## 人口

1962-2008年间帕里涅莱韦克人口变化图示

帕里涅莱韦克于2022年1月1日时的人口数量为5367人。